# Toshiaki Maruyama
Toshiaki Maruyama (jap. 丸山 寿明, Maruyama Toshiaki; * 6. September 1959 in Sanada, Präfektur Nagano) ist ein ehemaliger japanischer Nordischer Kombinierer.

## Werdegang
Maruyama trat erstmals bei den Nordischen Skiweltmeisterschaften 1982 in Oslo international in Erscheinung. Beim Einzelwettkampf lag er dabei nach dem Sprungdurchgang noch auf dem dreizehnten Platz, ehe seine deutlich schwächere Laufleistung ihm einige Plätze kostete und er letztlich Rang 27 belegte. Darüber hinaus wurde er gemeinsam mit Manabu Kashiwaya und Yoshihiro Takahata Sechster mit dem Team. Auf nationaler Ebene gewann Maruyama im Frühjahr 1982 zudem seinen ersten und einzigen Meistertitel. Bei den prestigeträchtigen Lahti Ski Games im März 1983 belegte Maruyama den dreizehnten Platz.
Zwar gelangen ihm in der erstmals ausgetragenen Weltcup-Saison 1983/84 keine Punktgewinne, doch wurde er trotzdem in die japanische Delegation für die Olympischen Winterspiele 1984 in Sarajevo berufen. Beim Wettbewerb von der Normalschanze und über 15 Kilometer verhinderte letztlich seine Sprungleistung eine vordere Platzierung, sodass er sich als elftbester Läufer im Endergebnis nur auf dem 21. Platz wiederfand. Da ins olympische Programm kein Teamwettbewerb aufgenommen wurde, fand Ende Februar 1984 im schweizerischen Engelberg ein Staffelwettbewerb im Rahmen der Nordischen Skiweltmeisterschaften 1984 statt. Diesen schloss er gemeinsam mit Takahiro Tanaka und Yasuhide Miyazaki auf dem siebten Platz ab. Im März nahm er erneut an den Lahti Ski Games teil, bei denen er Rang 20 erreichte. Dieser Wettkampf stellt seine erste nachgewiesene Teilnahme an einem Weltcup-Wettbewerb dar. Darüber hinaus startete er in Lahti auch beim Sprungwettbewerb, wo er jedoch mit dem 74. Platz deutlich hinter den Weltcup-Punkterängen zurückblieb.
Seine ersten Weltcup-Punkte gewann Maruyama am 18. März 1988 in Oslo, wo er als Siebter gleichzeitig sein bestes Einzelergebnis seiner Karriere erzielen konnte. In der Weltcupgesamtwertung 1987/88 belegte er daraufhin mit neun gewonnenen Punkten den 27. Platz. Auch in der darauffolgenden Saison gelang ihm zweimal der Sprung in die Punkteränge. Darüber hinaus nahm er im Februar 1989 an den Nordischen Skiweltmeisterschaften 1989 in Lahti teil, wo er Rang 33 erreichte und damit zweitbester Japaner wurde. Gemeinsam mit Kazuoki Kodama und Hideki Miyazaki wurde er zudem Letzter im 3×10 km-Teamwettkampf. Den Winter schloss er auf dem 36. Platz in der Weltcup-Gesamtwertung ab. Maruyama trat im Anschluss an die Saison international nicht mehr in Erscheinung.

## Statistik

### Platzierungen bei Weltmeisterschaften
| Jahr und Ort   | Wettbewerb | Wettbewerb | Wettbewerb |
| Jahr und Ort   | Gundersen  | Team       |            |
| -------------- | ---------- | ---------- | ---------- |
| 1982 Oslo      | 27.        | 08.        |            |
| 1984 Engelberg | –          | 07.        |            |
| 1989 Lahti     | 33.        | 10.        |            |

### Weltcup-Platzierungen
| Saison  | Platz | Punkte |
| ------- | ----- | ------ |
| 1987/88 | 27.   | 09     |
| 1988/89 | 36.   | 06     |